# Sulperg
Der Sulperg (die alteingesessenen Wettinger sagen meist Sulzberg) ist ein kleiner Berg im Schweizer Kanton Aargau.
Er liegt am östlichen Ortsrand von Wettingen, südöstlich des alten Dorfkerns. Er hat eine Höhe von 514 m ü. M. und ist im oberen Bereich bewaldet. Im Wald findet sich die Marienkapelle, zu der ein Kreuzweg führt. Der Berg ist neben der Lägern und der Limmat ein landschaftliches Charakteristikum Wettingens, das durch das weithin sichtbare weisse Wegkreuz am Waldrand noch unterstrichen wird.